# Moyeuvre-Petite
Moyeuvre-Petite és un municipi francès, situat al departament del Mosel·la i a la regió del Gran Est. L'any 2007 tenia 506 habitants.

## Demografia

### Població
El 2007 la població de fet de Moyeuvre-Petite era de 506 persones. Hi havia 212 famílies, de les quals 56 eren unipersonals (20 homes vivint sols i 36 dones vivint soles), 72 parelles sense fills, 72 parelles amb fills i 12 famílies monoparentals amb fills.
La població ha evolucionat segons el següent gràfic:
Habitants censats

### Habitatges
El 2007 hi havia 228 habitatges, 213 eren l'habitatge principal de la família, 1 era una segona residència i 15 estaven desocupats. 140 eren cases i 89 eren apartaments. Dels 213 habitatges principals, 162 estaven ocupats pels seus propietaris, 47 estaven llogats i ocupats pels llogaters i 4 estaven cedits a títol gratuït; 10 tenien dues cambres, 46 en tenien tres, 61 en tenien quatre i 96 en tenien cinc o més. 139 habitatges disposaven pel capbaix d'una plaça de pàrquing. A 97 habitatges hi havia un automòbil i a 94 n'hi havia dos o més.

### Piràmide de població
La piràmide de població per edats i sexe el 2009 era:
| Homes | Edats   | Dones |
| ----- | ------- | ----- |
| 0     | 95 o +  | 0     |
| 0     | 90 a 94 | 0     |
| 0     | 85 a 89 | 4     |
| 0     | 80 a 84 | 0     |
| 8     | 75 a 79 | 8     |
| 12    | 70 a 74 | 16    |
| 16    | 65 a 69 | 20    |
| 20    | 60 a 64 | 20    |
| 4     | 55 a 59 | 4     |
| 12    | 50 a 54 | 24    |
| 28    | 45 a 49 | 16    |
| 32    | 40 a 44 | 36    |
| 16    | 35 a 39 | 12    |
| 32    | 30 a 34 | 24    |
| 8     | 25 a 29 | 16    |
| 16    | 20 a 24 | 16    |
| 20    | 15 a 19 | 12    |
| 4     | 10 a 14 | 16    |
| 4     | 5 a 9   | 28    |
| 12    | 0 a 4   | 12    |

## Economia
El 2007 la població en edat de treballar era de 333 persones, 238 eren actives i 95 eren inactives. De les 238 persones actives 208 estaven ocupades (119 homes i 89 dones) i 30 estaven aturades (13 homes i 17 dones). De les 95 persones inactives 27 estaven jubilades, 24 estaven estudiant i 44 estaven classificades com a «altres inactius».

### Ingressos
El 2009 a Moyeuvre-Petite hi havia 217 unitats fiscals que integraven 519 persones, la mediana anual d'ingressos fiscals per persona era de 16.269 €.

### Activitats econòmiques
Dels 14 establiments que hi havia el 2007, 1 era d'una empresa extractiva, 1 d'una empresa de fabricació d'altres productes industrials, 2 d'empreses de construcció, 1 d'una empresa de comerç i reparació d'automòbils, 2 d'empreses d'hostatgeria i restauració, 5 d'empreses immobiliàries, 1 d'una empresa de serveis i 1 d'una empresa classificada com a «altres activitats de serveis».
Dels 6 establiments de servei als particulars que hi havia el 2009, 1 era un taller de reparació d'automòbils i de material agrícola, 1 electricista, 2 restaurants, 1 agència immobiliària i 1 saló de bellesa.

## Equipaments sanitaris i escolars
El 2009 hi havia una escola elemental.

## Poblacions més properes
El següent diagrama mostra les poblacions més properes.